# VVN-Denkmal (Zwickau)

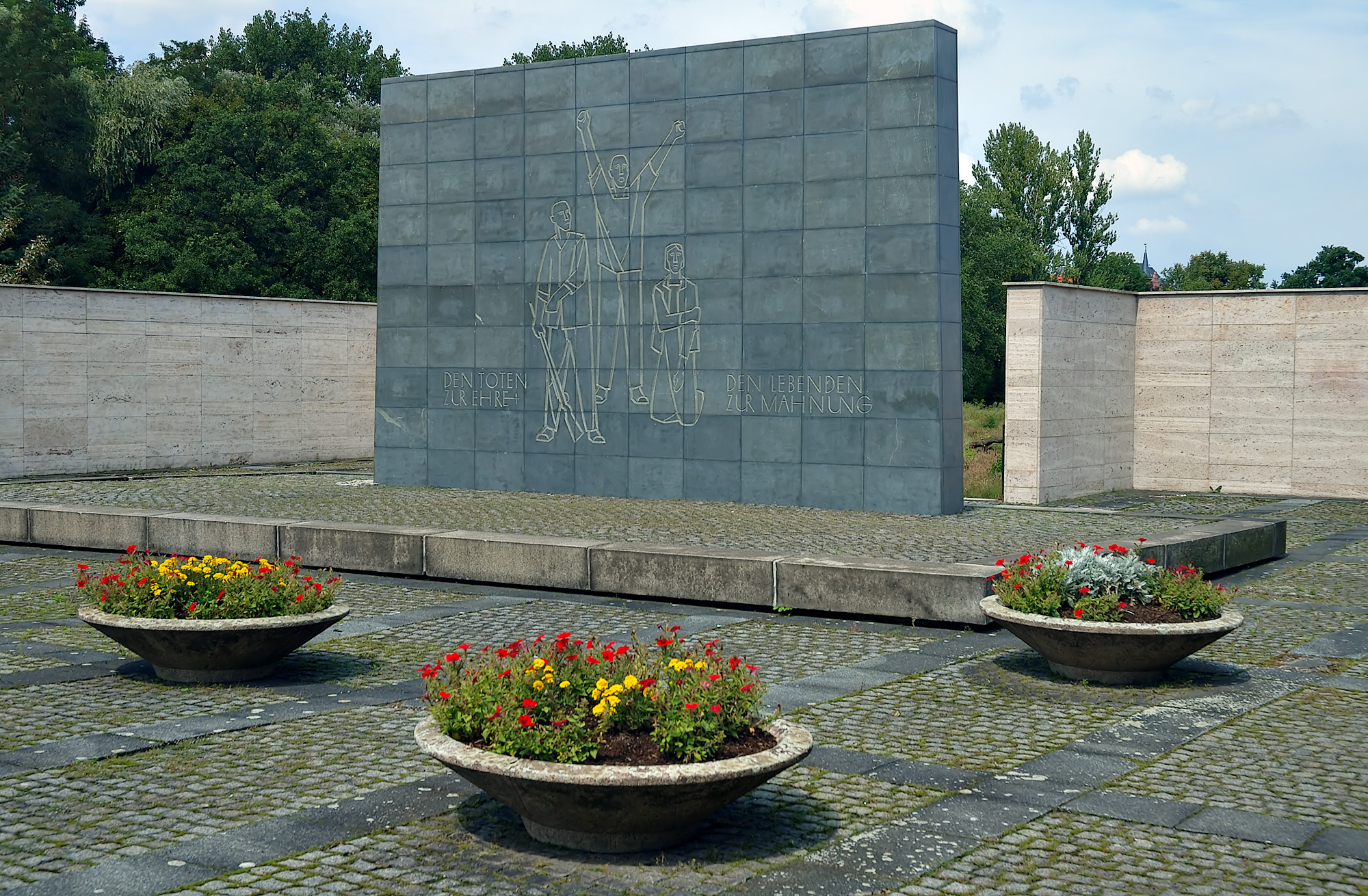
VVN-Denkmal „den Toten zur Ehre – den Lebenden zur Mahnung“ (2005)

Das VVN-Denkmal (auch Mahnmal für die Opfer des Faschismus, Ehrenmal für die Verfolgten des Naziregimes und kurz VdN-Mahnmal sowie weitere ähnliche Bezeichnungen) liegt zentral im Schwanenteichpark in Zwickau. Es wurde 1948 und erneut 1965 eingeweiht. Unter dem Bauwerk sind 325 NS-Opfer beigesetzt.

## Geschichte

### Nachkriegszeit
Am 12. August 1945 wurden 320 Urnen von KZ-Häftlingen aus den Außenlagern Zwickau (Werk HORCH) und Mülsen St. Micheln (Mechanische Weberei Naumann & Kraus) des Konzentrationslagers Flossenbürg an der Stelle des heutigen Denkmals beigesetzt. Die Toten waren zuvor andernorts verscharrt gewesen und konnten nur in zwei Fällen namentlich identifiziert werden. Eine der Exhuminierungsstätten war das Massengrab auf dem Eckersbacher Friedhof mit den Opfern der Feuerkatastrophe in Mülsen St. Micheln. In der Nacht zum 1. Mai 1944 waren 198 Eingeschlossene verbrannt, wobei jegliche Rettung seitens des KZ-Personals verhindert worden war. Später kamen die Urnen von Helene Heymann, Albert Jacob und drei weiteren getöteten Widerstandskämpfern hinzu, die sowjetideologisch genehm waren. Der erste Spatenstich für das Denkmal erfolgte im Rahmen einer Großkundgebung mit 5000 Menschen am 30. Mai 1948.

„Nur noch wenige Juden lebten damals in Zwickau. Sie nahmen wahr, dass für ihre Opfer kein Platz eigener Platz in der Erinnerungs- und Gedenkkultur des Kreisvorstands der Vereinigung der Verfolgten des Naziregimes (VVN) war, wie deren Festschrift anlässlich der Einweihung des Mahnmals der für die Verfolgten des Naziregimes am 11. September 1948 in Zwickau noch heute zeigt.“

### Seit 1965

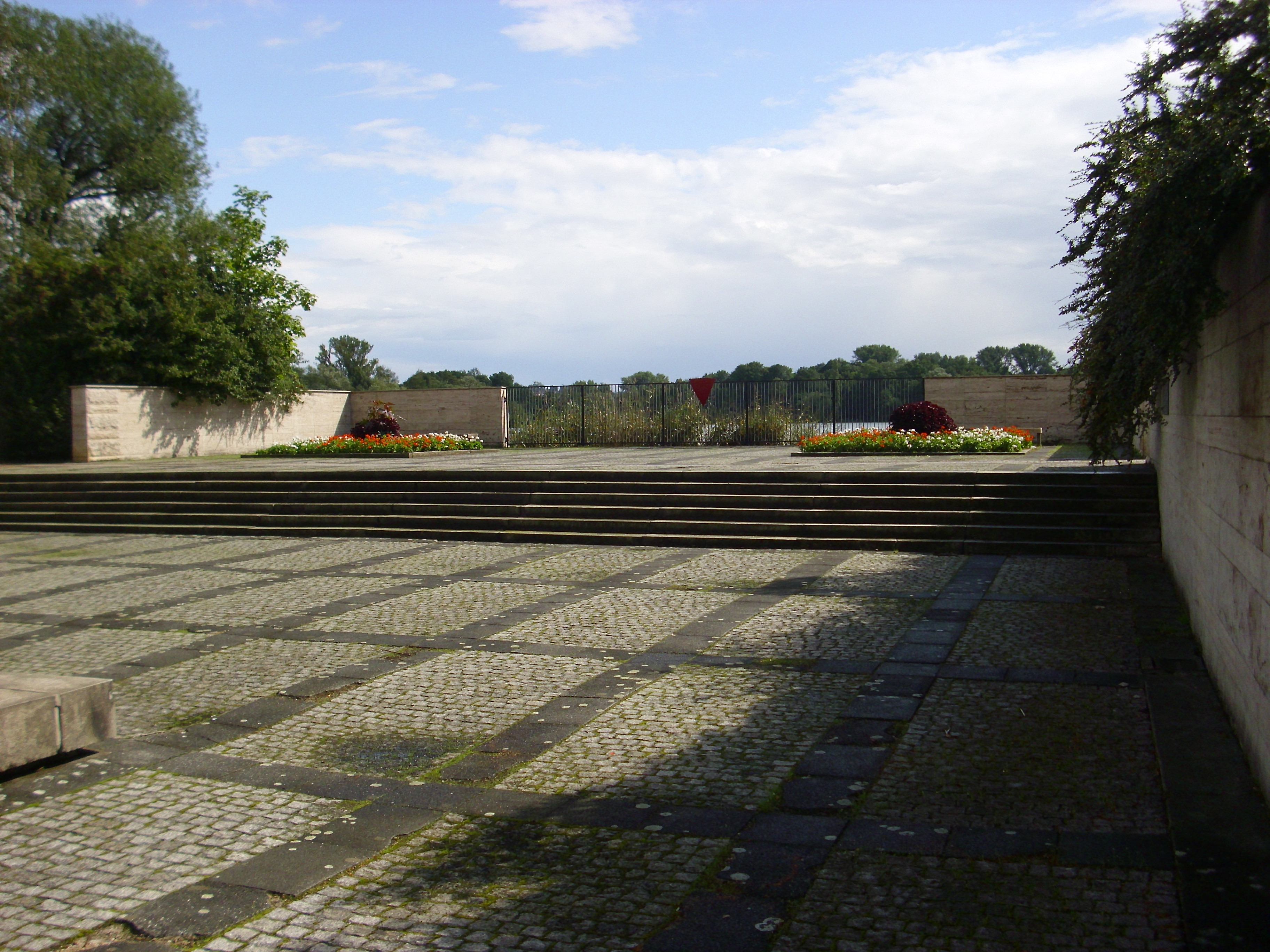
Blick von innen auf den Schwanenteich (2010)

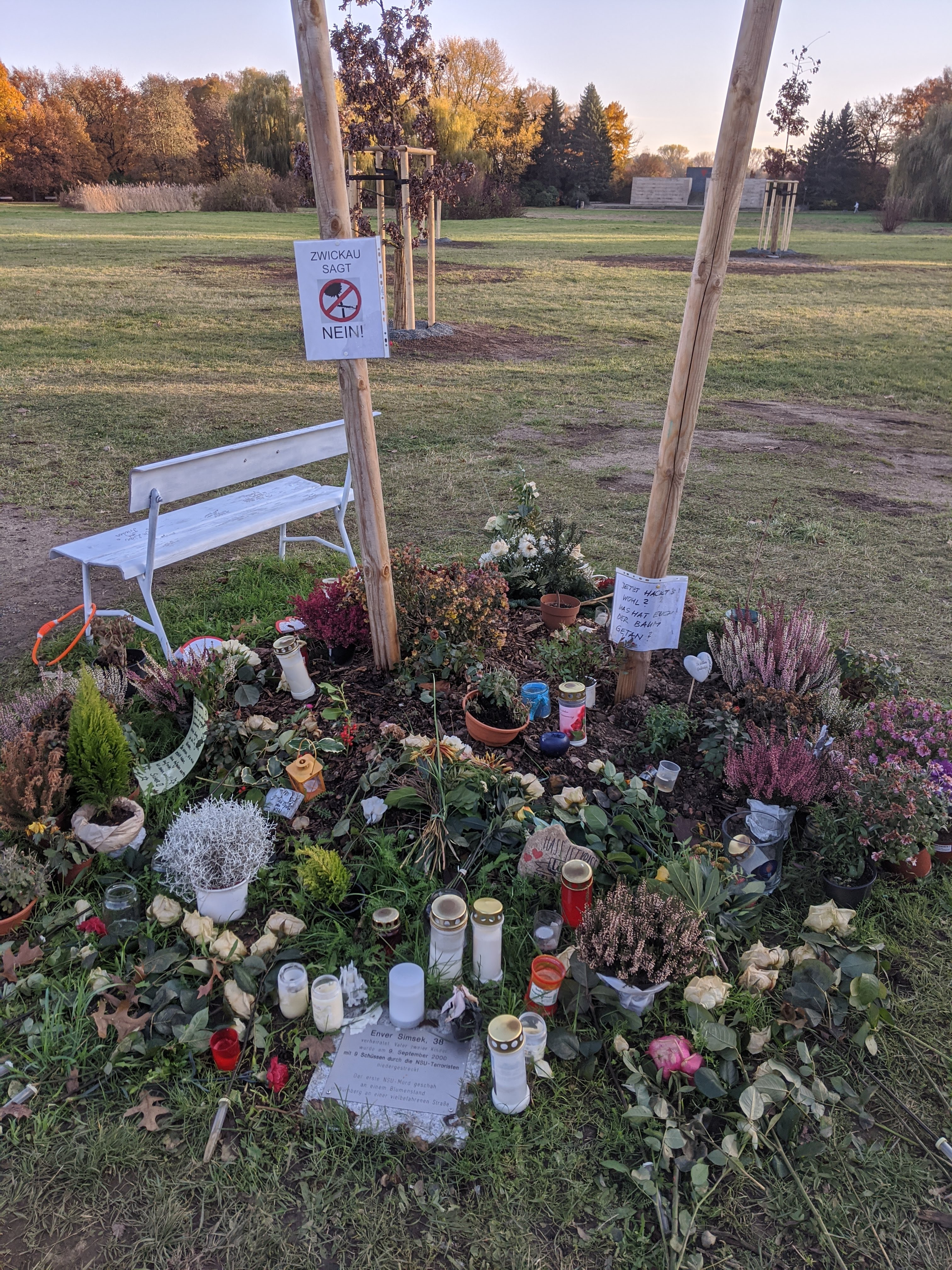
Ort des Gedenkbaums für NSU-Mordopfer Enver Şimşek, dahinter stehende Gedenkbäume, im Hintergrund das VVN-Denkmal (2019)

Nach einer Umgestaltung durch den lokalen Bildhauer Edmund Schorisch wurde das Denkmal am 12. September 1965 erneut eingeweiht. So kam der Steinblock in der Mitte hinzu (siehe Bild oben rechts). Weiterhin gibt es eine Gedenktafel „mit viel zu geringem Informationsgehalt“, die 2024 um eine leserlichere mit dem gleichen Text ergänzt wurde, an dem ausschließlich die Zeilenumbrüche geändert waren: „In dieser Mahn- und Gedenkstätte ruhen 325 Opfer des deutschen Faschismus. Ruhm und Ehre ihrem Andenken.“ Sowohl von der Ziegelwiese bzw. Reichenbacher Straße aus auf das Denkmal als auch vom Inneren auf den Schwanenteich schauend, ist jeweils ein auffälliger roter Winkel zu erkennen. Die Kennzeichnung für politische KZ-Häftlinge wurde von der Vereinigung der Verfolgten des Naziregimes aufgegriffen. Der Rundweg um den Schwanenteich verläuft durch den oberen Teil des Denkmals barrierefrei. An dieser Stelle ist die Ziegelwiese aber nur über Treppen inner- und außerhalb zu erreichen. Ein Teil des Denkmals ist von keiner Seite aus barrierefrei zugänglich.
Die SED organisierte Kranzniederlegungen zum Tag der Opfer des Faschismus. In die PDS umgewandelt gab sie diese Tradition an die Stadt als gesamtgesellschaftliche und anschlussfähigere Akteurin ab, erinnert sich der damalige Oberbürgermeister Rainer Eichhorn (CDU) und weiter: „Dieses Konzept ging auf, wenngleich es immer nur eine überschaubare Schar von Teilnehmern gab. Lehrer, Schüler und Studenten haben wir fast nie zu diesem Gedenken motivieren können.“
Der Standort für die zehn Bäume zum Gedenken an die zehn Mordopfer des NSU auf der Ziegelwiese vor dem Denkmal wurde bewusst gewählt, um den Zusammenhang zu verdeutlichen.